# Draženka Polović
Draženka Polović (Karlovac, 1960.), kulturna je aktivistkinja, diplomirana komparatistica i filozofkinja. 

## Profesionalni rad
Piše knjige i članke o kulturnoj povijesti Karlovca, objavljuje i aktivna je u društvenom i javnom životu grada.
Bila je suradnica časopisa Kupa i su-autorica scenarija za film Slučajna suputnica (2004.). 
Radi kao prosvjetni djelatnik u srednjoj školi i istupala je javno za nezavisno školstvo.

## Politički angažman
Suosnivačica je Možemo! i bila je nositeljica liste svoje izborne jedinice za parlamentarne izbore 2020.
Koordinatorica je i kandidatkinja Možemo! Karlovac tj. zeleno-lijeve koalicije (s Novom ljevicom i Zelenom alternativom ORaH) za gradonačelnicu Karlovca na lokalnim izborima 2021. godine. Podršku je dobila od nezavisnih vijećnika i Zelenih Europo-parlamentaraca.

## Vanjske poveznice
- Digitalne inovacije u upravljanju gradom 09.04.2021. (YouTube.com)